# Chytridium olla
Chytridium olla är en svampart som beskrevs av A. Braun 1851. Chytridium olla ingår i släktet Chytridium och familjen Chytridiaceae.   Inga underarter finns listade i Catalogue of Life.